# Temesi Bánság
A Temesi Bánság (Temeschwarer/Temescher Banat, Banatus Temesvariensis) 1718 és 1778 között fennálló, közvetlenül Bécsből irányított tartomány volt. Az 1716–18-as török háború után a Habsburg Birodalom része lett. 1778-tól fogva a Bánság területén (a déli határvidékei kivételével) újból kiépülhetett a magyar közigazgatás.

## Története
Az Oszmán Birodalom hadseregének vereségét követően az 1718-ban kötött pozsareváci békében a Bánság területe a Habsburg Birodalomhoz került. Ezt követően a terület bécsi Udvari Haditanács katonai parancsnoksága alá tartozott. III. Károly véleménye szerint a török szultántól hódította el a területet, ugyanakkor a magyar király soha sem mondott le a területéről. A király jure armorum, azaz fegyverrel meghódított, saját területként kísérelte meg kezelni, és nem akarta visszacsatolni a Magyar Királysághoz. Ezt az uralkodói eljárást a magyar rendek vitatták. Bánságban a katonai uralom hatvan éve alatt a magyar nemesség birtokjogait nem ismerték el, a csanádi püspökhöz sem kerültek vissza a birtokai.
Az első évtizedekben a bécsi kormányzat megtiltotta a magyarok betelepedését, csak német és római katolikus telepesek költözhettek be a Bánságba. Mercy tábornok, az első katonai parancsnok, nagyszabású mocsár-lecsapolási és folyamszabályozási munkákat indított meg. Először rokkant és kiszolgált katonákat telepítettek le, majd 1724-től toborzott német telepesekkel folytatta a betelepítést. A Bánság német lakossága szinte az egész német nyelvterületről gyűlt össze. Egy időben kényszertelepítés is folyt. Ausztriából kitoloncolt bűnözőket és nemkívánatos társadalmi elemeket költöztettek be a területre. A második nagy telepes hullám az 1763. évi Mária Terézia-féle benépesítési törvénnyel kapcsolatos. II. József alatt is történt jelentős német bevándorlás, sőt 1799-ben, 1802-ben, 1808-ban és 1812-ben is érkeztek kevés számban németek. 1720-1740 között a németekkel együtt kisszámú olasz, spanyol és francia telepes is bevándorolt, akik hamarosan elnémetesedtek. A szerbek már a török korban is megjelentek a vidéken, 1740 után pedig a Maros és Szeged vidékéről a Dél-Bánságba húzódtak le, illetőleg 1751-ben a tiszai határőrvidék feloszlatása miatt telepedtek le Kikinda környékén. 1737-ben kaptak engedélyt a bevándorlásra a törökök elől Olténiából menekült katolikus bolgárok. A románok már a 15. században is éltek a Temesközzel határos keleti hegyvidéken, a 18. század folyamán telepítés és önkéntes vándorlás következtében a Bánságban mindenütt falvakat alapítottak.
A betelepített németek szabad menetű jobbágyok lettek, kegyuruk a magyar király lett, első szálláshelyük az újonnan kialakított „sakktáblafalvak” lettek, a templomok főleg a 19. században épültek.
Az országgyűléseken a magyar rendek többször tiltakoztak, hogy a bánsági területek a töröktől visszavett régi magyar földek, így azoknak a Magyar Királysághoz kell visszatérniük. Ezt az álláspontot Mária Terézia végül elfogadta és az 1741. évi XVIII. tvc. szerint a polgári igazgatás alatt álló területet jelképesen az ország közigazgatási szervezetébe visszahelyezte. A végleges rendezést azonban csak az 1778. évi júniusi királyi rendelet hozta meg, amikor e területekből kialakították Torontál, Temes és Krassó vármegyéket. Azonban nem a terület egésze tért vissza a Magyar Királysághoz, Pancsova, Fehértemplom és Karánsebes központtal szervezett  bánsági határőrvidék továbbra is a bécsi Udvari Kamara és Haditanács fennhatósága alatt maradt.